# Jake Eberts
Jake Eberts, né le 10 juillet 1941 à Montréal et mort le 6 septembre 2012 à Montréal, est un producteur canadien de cinéma.

## Filmographie

### Comme producteur
- 1981 : Les Chariots de feu (Chariots of Fire)
- 1986 : Le Nom de la rose (Der Name der Rose)
- 1987 : La Guerre à sept ans (Hope and Glory)
- 1988 : Les Aventures du baron de Münchhausen (The Adventures of Baron Munchausen)
- 1989 : Dernière sortie pour Brooklyn (Last Exit to Brooklyn)
- 1990 : Texasville
- 1990 : Danse avec les loups (Dances with Wolves)
- 1991 : Robe noire (Black Robe)
- 1992 : La Cité de la Joie (City of Joy)
- 1992 : Et au milieu coule une rivière (A River Runs Through It)
- 1993 : Le Voleur et le Cordonnier (The Thief and the Cobbler)
- 1993 : Super Mario Bros.
- 1994 : Absolom 2022 (No Escape)
- 1996 : James et la pêche géante (James and the Giant Peach)
- 1996 : Du vent dans les saules (The Wind in the Willows)
- 1997 : L'Éducation de Little Tree (The Education of Little Tree)
- 1999 : Grey Owl
- 2000 : Chicken Run
- 2000 : La Légende de Bagger Vance (The Legend of Bagger Vance)
- 2001 : Snow in August (en) (TV)
- 2002 : Prisoner of Paradise
- 2003 : Open Range
- 2004 : Deux Frères
- 2004 : America's Heart and Soul (en)
- 2006 : Pollux : Le Manège enchanté
- 2006 : Renaissance

### Comme acteur
- 2000 : Hommage à Alfred Lepetit